# NGC 5227
NGC 5227 é uma galáxia espiral barrada (SBb) localizada na direcção da constelação de Virgo. Possui uma declinação de +01° 24' 38" e uma ascensão recta de 13 horas, 35 minutos e 24,7 segundos.
A galáxia NGC 5227 foi descoberta em 13 de Maio de 1793 por William Herschel.